# Старі Шали
Старі Ша́ли (рос. Старые Шалы, ерз. Сире Шала) — присілок у складі Єльниківського району Мордовії, Росія. Входить до складу Великомордовсько-Пошатського сільського поселення.
Населення — 36 осіб (2010; 50 у 2002).
Національний склад (станом на 2002 рік):
- мордва — 96 %